# Khonoma
Khonoma est un village de l'État du Nagaland, située à l'extrême est de l'Inde, près de la Birmanie.

## Histoire
Khonoma est connue comme étant le dernier fort historique des Nagas.